# 埃及山
埃及山(Egypt Mons)是木衛一表面上一座山峰，同時也是它的第十一高峰；直徑約193.66公里，高度約10公里。於1997年由國際天文學聯合會通過此地名的命名，名稱來自伊娥結束逃亡的最終落腳處，北非國家埃及。
埃及山為熨斗型的中央山塊，這意味著它有一個堅固、不規則和複雜的表面形貌，於朝北處有一個陡峭的斷崖。